# 曹汝蘭
曹汝蘭（1576年—？），字馨如、斯馨，號心言，江西瑞州府上高县人，明朝政治人物。

## 生平
万历三十四年（1606年）丙午江西乡试举人，三十五年（1607年）丁未科進士，礼部觀政，三十六年六月授四川江津知县，四十二年考選，四十八年授南浙江道，印馬屯田，天启三年巡视上江。

## 家族
曾祖曹卓超。祖父曹三才。父曹馳周。母李氏。永感下。兄潆蘭。